# Agenția Europeană pentru Azil
Agenția Europeană pentru Azil  (EUAA) este o agenție descentralizată a UE care oferă formare și sprijin operațional și tehnic pentru autoritățile naționale din țările UE, în materie de azil și refugiați. Rolul său este de a ajuta statele membre să pună în aplicare legislația UE în materie de azil și să asigure o mai mare convergență a procedurilor de azil și a condițiilor de primire. Această instituție are peste 500 de angajați și a fost înființată în anul 2022.

## Activitățile instituției
Instituția oferă statelor membre, ajutor, asistență și servicii operaționale. Agenția desfășoară următoarele activități:
- Furnizarea de asistență operațională, în cazul țărilor cu o presiune migratorie.
- Utilizarea unei rezerve de intervenție pentru azil, care este alcătuită din 500 de angajați. Agenția îi poate convoca și detașa rapid oriunde în Uniunea Europeană
- Să elaboreze o programă, prin care obiectivul agenției este să devină organismul cu acreditare al Uniunii Europene, în materie de protecție internațională
- Să protejeze și să apere interesele și drepturile solicitanților de azil
- Să numească un ofițer pentru drepturile fundamentale
- Să înființeze un mecanism pentru tratarea plângerilor
- Să consolideze rolul societății civile și al ONG-urilor
- Să numească ofițerii de legătură din afara Uniunii Europene
- Să colaboreze cu țările din afara Uniunii, pentru a contribui la consolidarea capacității lor de azil și de primire, în conformitate cu dreptul internațional.[2]

## Beneficiari
Principalii beneficiari sunt funcționarii și profesioniștii care lucrează cu autoritățile naționale din țările UE și care sunt responsabili de:
- evaluarea și gestionarea cererilor de azil și de protecție internațională
- asigurarea unor condiții de primire adecvate.

În plus, agenția pregătește și furnizează informații imparțiale cu privire la situația azilului și a migrației în UE, atât pentru publicul specializat, cât și pentru publicul larg.

## Rolul instituției
Rolul instituției este de a ajuta autoritățile naționale din țările UE să pună în aplicare sistemul european comun de azil, furnizând asistență operațională și tehnică.